# Reinder Brolsma
Reinder Brolsma (Stiens, 23 mei 1882 – Leeuwarden, 23 november 1953) was een Nederlandse schrijver en journalist. Zijn werken publiceerde hij in het Fries.

## Leven
Als een van de acht kinderen van Uilke Hessels Brolsma en Jantje Jolkes Timmerman kwam Brolsma op zijn zestiende in de leer bij zijn oudere broer Jolke om huisschilder te worden. In 1910 vestigde hij zich als schildersbaas in Lichtaard. In 1937 kon hij de verfkwast neerleggen. Voortaan was hij als journalist werkzaam bij het Leeuwarder Nieuwsblad en Nieuwsblad voor Friesland. Hij schreef onder meer de rubriek 'Gesprekken op de brug'. Op 5 maart 1910 trouwde Brolsma te Ferwerd met Janke Lieuwes Westerbaan. Het paar kreeg drie kinderen. Zoon Liuwe en kleinzoon Ulke Hessel Brolsma hebben ook in het Fries gepubliceerd.
Na een verblijf van nog geen twee weken in het St. Anthonius Gasthuis, iets wat hem zeer bedrukte, verdronk Brolsma zichzelf na de watersnoodramp in 1953 in het Van Harinxmakanaal. Deze zelfmoord was mogelijk mede het gevolg van het hem na de oorlog (voor een jaar) opgelegde publicatieverbod en de maatschappelijke pressie die hieruit voortkwam. Maar er waren ook zeker andere (huiselijke) factoren in het spel. In 2001 verscheen de biografie Sa'n tûzen blauwe skriften van de hand van Doeke Sijens. Ook zijn achter- achterkleindochter Anne-Goaitske Breteler wijdde een hoofdstuk van haar studie De laatste dagen van de dorpsgek aan de dood van haar betovergrootvader.

## Werken
In zijn vele romans, verhalen, schetsen en toneelstukken toont hij zich een scherp waarnemer van het leven op het platteland en van de kleine burger en achterbuurtbewoner uit de stad. Zijn werk is realistisch, met een milde kijk op zijn medemens. Dikwijls beeldt hij de mensen uit in de zware strijd om het bestaan, zoals die tijdens de landbouwcrises van 1880 en 1930 door velen gevoerd moest worden. Hij ontleende zijn inspiratie soms aan de dorpsbewoners van zijn geboorteplaats Stiens, de boeren en arbeiders in de Noordwesthoek, terwijl ook Leeuwarden redelijk veelvuldig het oord van handeling is. In het verhaal 'Hy' in 'Sa seach ik Fryslân' vertelt hij over zijn jeugd in Stiens. Brolsma werd in 1903 secretaris van de rederijkerskamer Halbertsma in Stiens. Zijn eerste publicatie, het korte verhaal 'Sinnestrielen', verscheen in 1903 in het tijdschrift Sljocht en Rjucht. In It Beaken, tijdschrift van de Fryske Akademy, jaargang 1971, is een beschrijving gegeven van Brolsma's werk. Manuscripten, brieven en dergelijke zijn door de familie in bruikleen gegeven aan het Fries Historisch en Letterkundig Centrum Tresoar.

## Tweede Wereldoorlog
Tijdens de Tweede Wereldoorlog liet Brolsma toe dat zijn literaire werk gebruikt werd in dienst van het cultuurbeleid van de Duitse bezetter en diens handlangers. In 1941 accepteerde hij de Harmen Sytstra-prijs voor Friese letteren van het nationaalsocialistische Departement van Volksvoorlichting en Kunsten. Op 25 januari 1942 hield hij op de radio een praatje over het eigen werk. In 1943 verschenen twee drukken van De stroojonker, een Nederlandse vertaling van Groun en Minsken (1940), vertaald door J.D. de Jong en H.D. Vriesema bij de nationaalsocialistische uitgeverij De Schouw. Zijn gedrag had als gevolg dat hem in september 1945 een publicatieverbod werd opgelegd tot november 1946.

## Publicaties
- 1926 - It Heechhôf (deel 1 van de trilogie It Heechhôf, herdrukt in 1993)
- 1929 - De Skarlún
- 1931 - Neisimmer
- 1934 - Sate Humalda
- 1938 - It Aldlân (deel 2 van de trilogie It Heechhof, herdrukt in 1993)
- 1940 - Groun en minsken
- 1947 - Richt (deel 3 van de trilogie It Heechhôf, herdrukt in 1993)
- 1951 - Sa seach ik Fryslân
- 1952 - Folk fan Fryslân